# Xian MA60
Xian MA60 (新舟60, Xīnzhōu 60, "Modern Ark 60") là một loại máy bay phản lực tubin cánh quạt do Tập đoàn Công nghiệp máy bay Tây An sản xuất. Nó được phát triển từ Xian Y7-200A.
Loại máy bay này nhận được chứng chỉ từ Cục Hàng không Dân dụng Trung Quốc vào tháng 6 năm 2000. Chiếc máy bay đầu tiên được giao cho hãng Sichuan Airlines vào tháng 8 năm 2000.

## Tai nạn
- Ngày 10 tháng 5 năm 2015, một chiếc Xian MA60 chạy quá đường băng làm bảy người bị thương trên chuyến bay 1529 của Joy Air[5]